# Centre Ecumènic de Catalunya
El Centre Ecumènic de Catalunya és una associació creada oficialment a Barcelona el 1984 per a impulsar l'ecumenisme en favor de la unitat de tots els cristians amb trobades i conferències. Des del 1984 és presidit per Joan Botam i Casals. Els seus orígens es remunten al Centre Ecumènic de Barcelona, fundat el 1964 per un grup de persones cristianes catòliques i protestants. Una de les activitats ecumèniques més conegudes per tothom és l'organització de la 'Setmana de Pregària per la Unitat dels Cristians'.